# Dobârceni
Dobârceni je rumunská obec v župě Botoșani. Žije zde přibližně 2 300 obyvatel. Administrativní součástí obce je i pět okolních vesnic.

## Části obce
- Dobârceni – 744 obyvatel
- Bivolari – 150 obyvatel
- Brăteni – 550 obyvatel
- Cișmănești – 359 obyvatel
- Livada –
- Murguța – 450 obyvatel